# Idlewild
Idlewild – szkocki zespół rockowy założony w 1995 w Edynburgu przez nastoletnich Roddy'ego Woomble'a, Roda Jonesa, Colina Newtona i Phila Scanlona. Zespół w ciągu 15 lat istnienia wydał sześć albumów studyjnych, dwie kompilacje oraz jeden minialbum.

## Historia
Idlewild zadebiutował 17 marca 1997 singlem pt. Queen Of The Troubled Teens.

### Captain i Hope Is Important (1998)
w pierwszych miesiącach 1998 roku powstał mini-LP o tytule Captain. Również w 1998 zespół wydał swoją pierwszą długogrającą płytę zatytułowaną Hope Is Important. Nie odniosła ona specjalnego sukcesu (53 pozycja na liście brytyjskich albumów), jednakże formacja zaznaczyła swoją obecność singlem When I'm Argue I See Shapes, który osiągnął 19 miejsce na brytyjskiej liście przebojów. W 1998 Idlewild po raz pierwszy wyruszyło na brytyjskie tournée, grali również jako support takich zespołów jak Placebo czy Ash.

### 100 Broken Windows (2000)
Kolejny rok członkowie grupy rozpoczęli w Edynburgu gdzie formacja przystąpiła do pisania i komponowania nowych piosenek. Korzystając z pomocy Boba Westona nagrali w Londynie 6 piosenek. Little Discourage i Roseability powstały dzięki współpracy z producentem Dave'em Eringą. Zespół będąc bardzo zadowolonym z nowych kompozycji postanowił kontynuować współpracę, której efektem był album pt. 100 Broken Windows.
Popularności przysporzył im przede wszystkim singel Little Discourage. Spowodował on, że piosenki Idlewild były odtąd częściej puszczane w rozgłośniach radiowych co przełożyło się na większe zainteresowanie ze strony słuchaczy. 100 Broken Windows zdobył miano srebrnej płyty w UK, a zespół wyruszył w trasę koncertową po Europie i Północnej Ameryce. Magazyn "Spike" nazwał 100 Broken Windows "number one album you didn't hear in 2000" czyli w wolnym tłumaczeniu "najlepszym albumem, którego nie słyszałeś w 2000 (roku)".

### The Remote Part (2002)
W 2001 Idlewild komponowali utwory do The Remote Part w szkockich highlandach. Producentem został Dave Eringa. W tworzeniu pomagali również przyjaciele zespołu tacy jak Edwin Morgan (szkocki poeta, którego tekst można usłyszeć w zamykającym płytę utworze "Scottish Fiction"), Allan Stewart (koncertowy gitarzysta zespołu od połowy 2001 roku) i Jeremy Mills (grający na gitarze i klawiszach podczas koncertów do połowy 2001 roku).
W kwietniu 2002 najnowszy singel z The Remote Part zatytułowany You Held The World In Your Arms stał się największym przebojem zespołu, osiągając Top 10 brytyjskiej listy przebojów i zajął na niej ostatecznie 9 miejsce.
Dwa miesiące później zespół wydał singel American English, który osiągnął 15 miejsce na brytyjskiej liście przebojów, a sam album zajął 3 pozycję na liście najlepszych brytyjskich albumów. The Remote Part ostatecznie zdobył tytuł złotej płyty na wyspach. W recenzjach brytyjskich gazet często pojawiały się opinie i wyróżnienia typu "najlepszy album roku" czy "zespół roku".
W październiku 2002 został wydany kolejny singel grupy Live In Hiding Place jednakże nie udało mu się powtórzyć sukcesu dwóch poprzednich.
W lutym 2003 wydano A Moddern Way Of Letting Go, który zajął 28 miejsce na UK Charts.
Idlewild byli zapraszani do supportowania koncertów Coldplay i Pearl Jam, m.in. wzięli udział w tournée  Coldplay po Europie, a z Pearl Jam zagrali wspólnie jeden z utworów podczas finałowego występu tego zespołu w Chicago.

### Warnings/Promises (2005)
Pisanie piosenek do Warnings/Promises podobnie jak do poprzednich zaczęło się w szkockich highlandach (z przerwami na tworzenie kawałów w londyńskim mieszkaniu Roddy'ego), jednakże zespół stwierdził, że zacznie wszystko od nowa ponieważ napisane dotąd utwory budziły w członkach zespołu mieszane uczucia. Dopiero w Los Angeles od maja 2004 pod kierownictwem Tone'go Hoffera tworzyli i miksowali nowe piosenki nagrywając w ciągu trzech miesięcy całą płytę. Love Steals Us From Loneliness – nowy singel zespołu ukazał się w lutym i dotarł do 16 miejsca. Dwa tygodnie po tym wydarzeniu Warnings/Promises zajęło 9 miejsce na liście najlepszych brytyjskich albumów.
Kolejne single I Understand It i El Capitan nie osiągnęły najlepszej 30 brytyjskiej listy przebojów. As If I Hadn't Slept w ogóle został anulowany. Zaraz po wydaniu Warnings/Promises zespół rozpoczął trasy koncertowe (w 2004 Idlewild prawie w ogóle nie grali koncertów).
Sam album przeważnie uzyskiwał pozytywne oceny, jednak sporej części fanów i krytyków nie spodobał się kierunek obrany przez zespół w tym albumie – bardziej nastrojowy, smutny i refleksyjny.

### Make Another World (2007)
Płyta Make Another World została wydana 5 Marca 2007 roku i mimo braku kampanii reklamowej zajęła 26 miejsce na liście najlepszych albumów. Dzięki ponownej współpracy z Dave'em Eringą i podpisaniem kontraktu z wytwórnią Sequel, która nie zmuszała do tworzenia muzyki "pod publiczkę" zespół wrócił w swym brzmieniu do korzeni. Recenzje tego albumu były bardzo skrajne. BBC.co.uk oceniło album wręcz entuzjastycznie, natomiast The Guardian dokładnie odwrotnie. Pierwszym nieoficjalnym singlem promującym płytę był If It Takes You Home. Natomiast pierwszym "pełnoprawnym" został No Emotion. Dotarł on do 36 miejsca na brytyjskiej liście przebojów.
18 czerwca zostanie wydany kolejny singel zespołu zatytułowany A Ghost In The Arcade.

## Skład
- Roddy Woomble – wokal (od 1995)
- Rod Jones – gitara, drugi głos (od 1995)
- Colin Newton – perkusja (od 1995)
- Allan Stewart – gitara (od 2001)
- Gareth Russell – gitara basowa (od 2006)

- Gavin Fox – gitara basowa (od 2003 do 2005)
- Bob Fairfoull – gitara basowa (1998 do 2002)
- Phil Scanlon – gitara basowa (od 1995 do 1997)
- Allan Stewart – gitara, jako gitarzysta koncertowy (od 2001 do 2002)
- Jeremy Mills – gitara, keyboard (od 1999 do 2001)
- Alex Grant – gitara basowa (2002)

## Dyskografia

### Albumy studyjne
| Rok  | Szczegóły                                                                          | Certyfikaty |
| ---- | ---------------------------------------------------------------------------------- | ----------- |
| 1998 | Captain - Data wydania: styczeń 1998 - Wytwórnia: Deceptive Records                |             |
| 1998 | Hope Is Important - Data wydania: 19 października 1998 - Wytwórnia: Food Records   |             |
| 2000 | 100 Broken Windows - Data wydania: 9 maja 2000 - Wytwórnia: Food Records           | UK: Srebro  |
| 2002 | The Remote Part - Data wydania: 15 lipca 2002 - Wytwórnia: Parlophone              | UK: Złoto   |
| 2005 | Warnings/Promises - Data wydania: 7 marca 2005 - Wytwórnia: Parlophone             | UK: Srebro  |
| 2007 | Make Another World - Data wydania: 5 marca 2007 - Wytwórnia: Sequel Records        |             |
| 2009 | Post Electric Blues - Data wydania: 5 października 2009 - Wytwórnia: Cooking Vinyl |             |

### Single
| Rok  | Tytuł                              | Album               |
| ---- | ---------------------------------- | ------------------- |
| 1997 | "Queen of the Troubled Teens"      | —                   |
| 1997 | "Chandelier"                       | —                   |
| 1998 | "Satan Polaroid"                   | Captain             |
| 1998 | "A Film for the Future"            | Hope Is Important   |
| 1998 | "Everyone Says You're So Fragile"  | Hope Is Important   |
| 1998 | "I'm a Message"                    | Hope Is Important   |
| 1999 | "When I Argue I See Shapes"        | Hope Is Important   |
| 1999 | "Little Discourage"                | 100 Broken Windows  |
| 2000 | "Actually It's Darkness"           | 100 Broken Windows  |
| 2000 | "These Wooden Ideas"               | 100 Broken Windows  |
| 2000 | "Roseability"                      | 100 Broken Windows  |
| 2002 | "You Held the World in Your Arms"  | The Remote Part     |
| 2002 | "American English"                 | The Remote Part     |
| 2002 | "Live in a Hiding Place"           | The Remote Part     |
| 2003 | "A Modern Way of Letting Go"       | The Remote Part     |
| 2005 | "Love Steals Us from Loneliness"   | Warnings/Promises   |
| 2005 | "I Understand It"                  | Warnings/Promises   |
| 2005 | "El Capitan"                       | Warnings/Promises   |
| 2006 | "If It Takes You Home" (download)  | Make Another World  |
| 2007 | "No Emotion"                       | Make Another World  |
| 2007 | "A Ghost in the Arcade" (download) | Make Another World  |
| 2009 | "Readers & Writers"                | Post Electric Blues |